# Clavariopsis
Clavariopsis är ett släkte av svampar. Clavariopsis ingår i ordningen Pleosporales, klassen Dothideomycetes, divisionen sporsäcksvampar och riket svampar.
|              | Pleomassariaceae                                                               |
|              |                                                                                |
|              | Naetrocymbaceae                                                                |
|              |                                                                                |
|              | Dacampiaceae                                                                   |
|              |                                                                                |
|              | Arthopyreniaceae                                                               |
|              |                                                                                |
|              | Aigialaceae                                                                    |
|              |                                                                                |
|              | Amniculicolaceae                                                               |
|              |                                                                                |
|              | Corynesporascaceae                                                             |
|              |                                                                                |
|              | Cucurbitariaceae                                                               |
|              |                                                                                |
|              | Delitschiaceae                                                                 |
|              |                                                                                |
|              | Diademaceae                                                                    |
|              |                                                                                |
|              | Didymosphaeriaceae                                                             |
|              |                                                                                |
|              | Dothidotthiaceae                                                               |
|              |                                                                                |
|              | Fenestellaceae                                                                 |
|              |                                                                                |
|              | Leptosphaeriaceae                                                              |
|              |                                                                                |
|              | Lindgomycetaceae                                                               |
|              |                                                                                |
|              | Lophiostomataceae                                                              |
|              |                                                                                |
|              | Massarinaceae                                                                  |
|              |                                                                                |
|              | Melanommataceae                                                                |
|              |                                                                                |
|              | Montagnulaceae                                                                 |
|              |                                                                                |
|              | Morosphaeriaceae                                                               |
|              |                                                                                |
|              | Mytilinidiaceae                                                                |
|              |                                                                                |
|              | Parodiellaceae                                                                 |
|              |                                                                                |
|              | Phaeosphaeriaceae                                                              |
|              |                                                                                |
|              | Phaeotrichaceae                                                                |
|              |                                                                                |
|              | Pleosporaceae                                                                  |
|              |                                                                                |
|              | Sporormiaceae                                                                  |
|              |                                                                                |
|              | Testudinaceae                                                                  |
|              |                                                                                |
|              | Tetraplosphaeriaceae                                                           |
|              |                                                                                |
|              | Tubeufiaceae                                                                   |
|              |                                                                                |
|              | Venturiaceae                                                                   |
|              |                                                                                |
|              | Zopfiaceae                                                                     |
|              |                                                                                |
|              | Phoma                                                                          |
|              |                                                                                |
|              | Speira                                                                         |
|              |                                                                                |
|              | Centrospora                                                                    |
|              |                                                                                |
|              | Mycocentrospora                                                                |
|              |                                                                                |
|              | Pyrenochaeta                                                                   |
|              |                                                                                |
|              | Stagonosporopsis                                                               |
|              |                                                                                |
|              | Ascochyta                                                                      |
|              |                                                                                |
|              | Anguillospora                                                                  |
|              |                                                                                |
|              | Sporidesmium                                                                   |
|              |                                                                                |
|              | Ascochytula                                                                    |
|              |                                                                                |
|              | Ascochytella                                                                   |
|              |                                                                                |
|              | Sporocybe                                                                      |
|              |                                                                                |
|              | Periconia                                                                      |
|              |                                                                                |
|              | Berkleasmium                                                                   |
|              |                                                                                |
|              | Didymella                                                                      |
|              |                                                                                |
|              | Herpotrichia                                                                   |
|              |                                                                                |
|              | Dictyosporium                                                                  |
|              |                                                                                |
|              | Fusculina                                                                      |
|              |                                                                                |
|              | Briansuttonia                                                                  |
|              |                                                                                |
|              | Leptosphaerulina                                                               |
|              |                                                                                |
|              | Elegantimyces                                                                  |
|              |                                                                                |
|              | Phaeostagonospora                                                              |
|              |                                                                                |
|              | Massariosphaeria                                                               |
|              |                                                                                |
|              | Extrusothecium                                                                 |
|              |                                                                                |
|              | Ascoronospora                                                                  |
|              |                                                                                |
|              | Hyalobelemnospora                                                              |
|              |                                                                                |
|              | Immotthia                                                                      |
|              |                                                                                |
|              | Helicascus                                                                     |
|              |                                                                                |
|              | Dactuliophora                                                                  |
|              |                                                                                |
| Clavariopsis | \| \| Clavariopsis aquatica \| \| \| \| \| \| Clavariopsis bulbosa \| \| \| \| |
|              | \| \| Clavariopsis aquatica \| \| \| \| \| \| Clavariopsis bulbosa \| \| \| \| |
|              | Subbaromyces                                                                   |
|              |                                                                                |
|              | Pseudochaetosphaeronema                                                        |
|              |                                                                                |
|              | Coronospora                                                                    |
|              |                                                                                |
|              | Protocucurbitaria                                                              |
|              |                                                                                |
|              | Pseudotrichia                                                                  |
|              |                                                                                |
|              | Trematosphaeriopsis                                                            |
|              |                                                                                |
|              | Passerinula                                                                    |
|              |                                                                                |
|              | Metameris                                                                      |
|              |                                                                                |
|              | Neopeckia                                                                      |
|              |                                                                                |
|              | Cheiromoniliophora                                                             |
|              |                                                                                |
|              | Digitodesmium                                                                  |
|              |                                                                                |
|              | Boeremia                                                                       |
|              |                                                                                |
|              | Amarenomyces                                                                   |
|              |                                                                                |
|              | Setomelanomma                                                                  |
|              |                                                                                |
|              | Didymocrea                                                                     |
|              |                                                                                |
|              | Wettsteinina                                                                   |
|              |                                                                                |
|              | Letendraea                                                                     |
|              |                                                                                |
|              | Rhopographus                                                                   |
|              |                                                                                |
|              | Shiraia                                                                        |
|              |                                                                                |
|              | Farlowiella                                                                    |
|              |                                                                                |
|              | Paraliomyces                                                                   |
|              |                                                                                |
|              | Macroventuria                                                                  |
|              |                                                                                |
|              | Neophaeosphaeria                                                               |
|              |                                                                                |
|              | Pseudodidymella                                                                |
|              |                                                                                |
|              | Mycodidymella                                                                  |
|              |                                                                                |
|              | Ochrocladosporium                                                              |
|              |                                                                                |
|              | Cheirosporium                                                                  |
|              |                                                                                |
|              | Margaretbarromyces                                                             |
|              |                                                                                |
|              | Versicolorisporium                                                             |
|              |                                                                                |
|              | Monoblastiopsis                                                                |
|              |                                                                                |
|              | Ocala                                                                          |
|              |                                                                                |
|              | Lentithecium                                                                   |
|              |                                                                                |
|              | Tingoldiago                                                                    |
|              |                                                                                |
|              | Wicklowia                                                                      |
|              |                                                                                |
|              | Aquaticheirospora                                                              |
|              |                                                                                |
|              | Ascorhombispora                                                                |
|              |                                                                                |
|              | Clavariopsis aquatica                                                          |
|              |                                                                                |
|              | Clavariopsis bulbosa                                                           |
|              |                                                                                |

|  | Clavariopsis aquatica |
|  |                       |
|  | Clavariopsis bulbosa  |
|  |                       |